# In-Grid
Ingrid Alberini (n. 11 septembrie 1973, Guastalla, Emilia-Romagna, Italia) este o cântăreață și compozitoare din Italia. Ea este cel mai bine cunoscută hitul internațional "Tu es foutu" lansat în 2003 .

## Cariera
In-Grid (ai cărei părinți a numit-o după Ingrid Bergman) a început să cânte din copilărie. În 1994 ea a câștigat competiția regională "The Voice of San Remo". În 2002, producătorii Larry Pignagnoli și Marco Soncini a invitat-o să cânte melodii compuse de ei. Una din acestea a fost "Tu es foutu" care i-a adus succesul internațional.   Cel de-al doilea single, "In-Tango"(2003), a intrat în topurile de vânzări din Germania, Danemarca și Țările de Jos. Imediat după acest single, In-Grid a lansat primul ei album, "Rendez-Vous". Au urmat succesul internațional al pieselor "Shock" și "I'm folle de toi".

2004 a adus lansarea celui de al doilea album al lui In-Grid, un cover după cântece populare franceze celebre. Acesta a fost numit "La Vie en Rose", după piesa cu același nume lansată de Edith Piaf. Acest album nu a avut același succes ca "Rendez-Vous", singurul cântec care a ajuns în topuri fiind "Milord", tot din repertoriul lui Piaf. Cu toate acestea, popularitatea In-Grid a rămas ridicată, cântăreața efectuând numeroase concerte și apariții TV.
În 2005 a apărut cel de-al treilea album, "Voila!", și cel mai mare succes de pe acest album, piesa "Mama Mia". Au urmat albumele "Passion" (2009) și "Lounge Musique", (2011).

## Concerte în România
In-Grid a avut încă de la început un mare succes în România, unde a fost invitată la multe evenimente artistice, devenind o mare prietenă a României. În anul 2005, a cântat la Festivalul Callatis. La 18 decembrie 2011, ea a apărut în calitate de invitat special la emisiunea X Factor. .

## Discografie

### Albume
| An   | Titlu          | Poziție în clasament | Poziție în clasament | Poziție în clasament | Poziție în clasament | Poziție în clasament | Poziție în clasament | Distincții                                                             |
| An   | Titlu          | AUT                  | GER                  | GRE                  | POL                  | SWE                  | SUI                  | Distincții                                                             |
| ---- | -------------- | -------------------- | -------------------- | -------------------- | -------------------- | -------------------- | -------------------- | ---------------------------------------------------------------------- |
| 2003 | Rendez-Vous    | 23                   | 27                   | 24                   | 3                    | 53                   | 41                   | - POL: Platinum - RUS: 5 × Platinum - CZ: Gold - ROM: Gold - UKR: Gold |
| 2004 | La Vie en Rose | —                    | —                    | —                    | 2                    | —                    | —                    | - POL: Gold                                                            |
| 2005 | Voila!         | —                    | —                    | —                    | —                    | —                    | —                    | - RUS: Platinum                                                        |
| 2009 | Passion        | —                    | —                    | 18                   | —                    | —                    | —                    |                                                                        |
| 2011 | Lounge Musique | —                    | —                    | —                    | —                    | —                    | —                    |                                                                        |

### Hituri
| An   | Titlu                                                  | Poziție în clasament | Poziție în clasament | Poziție în clasament | Poziție în clasament | Poziție în clasament | Poziție în clasament | Poziție în clasament | Album          |
| An   | Titlu                                                  | AUT                  | DEN                  | GER                  | NED                  | SWE                  | SUI                  | US Dance             | Album          |
| ---- | ------------------------------------------------------ | -------------------- | -------------------- | -------------------- | -------------------- | -------------------- | -------------------- | -------------------- | -------------- |
| 2002 | "Tu Es Foutu"                                          | 6                    | 2                    | 9                    | 3                    | 1                    | 23                   | 4                    | Rendez-Vous    |
| 2003 | "In-Tango"                                             | —                    | 10                   | 35                   | 76                   | —                    | —                    | —                    | Rendez-Vous    |
| 2003 | "Shock"                                                | —                    | —                    | —                    | —                    | —                    | —                    | 32                   | Rendez-Vous    |
| 2004 | "Ah l'amour l'amour"                                   | —                    | —                    | —                    | —                    | —                    | —                    | —                    | Rendez-Vous    |
| 2004 | "Milord"                                               | —                    | —                    | —                    | —                    | —                    | —                    | —                    | La Vie en Rose |
| 2005 | "Mama Mia"                                             | —                    | —                    | 88                   | 52                   | —                    | —                    | —                    | Voila!         |
| 2005 | "Oui"                                                  | —                    | —                    | —                    | —                    | —                    | —                    | —                    | Voila!         |
| 2006 | "Tu es là?" (feat. Pochill)                            | —                    | —                    | —                    | —                    | —                    | —                    | —                    | single only    |
| 2006 | "I Was a Ye-Ye Girl" (feat. Doing Time)                | —                    | —                    | —                    | —                    | —                    | —                    | —                    | single only    |
| 2007 | "I Love" (feat. Stachursky)                            | —                    | —                    | —                    | —                    | —                    | —                    | —                    | single only    |
| 2009 | "Le Dragueur"                                          | —                    | —                    | —                    | —                    | —                    | —                    | —                    | Passion        |
| 2009 | "Les Fous"                                             | —                    | —                    | —                    | —                    | —                    | —                    | —                    | Passion        |
| 2014 | "J'Adore" by Rouge (Marco Lo Russo & SCM) feat In-Grid | —                    | —                    | —                    | —                    | —                    | —                    | —                    | Passion        |